# Hotter Than Fire
Hotter Than Fire – czwarty album studyjny Sizzli, jamajskiego wykonawcy muzyki reggae i dancehall.
Płyta została wydana w roku 1998 przez niewielką wytwórnię Genesis Records, w związku z czym brakuje jej w niektórych oficjalnych dyskografiach wokalisty.

## Lista utworów
1. "Love & Harmony"
2. "Cost Nothing"
3. "Ghetto Youth"
4. "Joy"
5. "Made It So"
6. "Jump For Joy"
7. "Have Your Own"
8. "I Do Care"
9. "It's Gettin Red"
10. "Pure & Clean"
11. "Rasta Battlefield"
12. "Yesterday"
13. "Babylon Applauding"
14. "Can't Cool"